# 製氷
製氷（せいひょう）とは、人工的に氷を製造することである。

## 歴史
最初の人工的な製氷は、1748年に行われたグラスゴー大学の William Cullen による実証であるとされている。彼は、その後実用化につながる研究開発を行わなかったため、実質的な製氷機の歴史は1805年に最初の冷凍機を設計したアメリカの発明者オリバー・エバンスから始まったと言われる。1834年に、ジェイコブ・パーキンスがエーテルを使用した実用的な蒸気圧縮冷凍機を製作した。

## 日本の主な製氷メーカー
- アイスマン (製氷機メーカー)
- アイスライン
- 秋田製氷
- アヅマ製氷冷蔵
- 和泉製氷冷蔵工場
- 伊勢冷蔵製氷
- 井上製氷冷蔵
- イマセキ氷技術研究室
- 上田冷蔵
- 蒲田製氷冷蔵
- 河合製氷冷蔵
- 九州製氷
- 協和冷蔵
- グリーンステージ
- 興亜製氷冷蔵
- 郡山冷蔵製氷
- 小久保製氷冷蔵
- 越ケ谷製氷冷蔵
- 三海冷蔵
- 城北冷蔵
- 昭和冷蔵
- セイヒョー
- 大正冷蔵

- 宝製氷冷凍
- 立川製氷
- 田中製氷冷蔵
- 中央冷蔵
- 中勢製氷冷蔵
- 東北冷蔵製氷
- 中日本冷蔵
- 西淀冷蔵
- ニチレイ
- 東大阪冷蔵
- 福山冷蔵
- 寶船冷蔵
- 北陸冷蔵
- ホシザキ
- 本田冷蔵
- 松山冷凍
- まるいち製氷
- 港冷蔵
- 宮下製氷冷蔵
- 武蔵野製氷
- 芳雄製氷冷蔵
- 若松冷蔵
- 和歌山冷凍